# Namibia en los Juegos Olímpicos de Londres 2012
Namibia estuvo representada en los Juegos Olímpicos de Londres 2012 por nueve deportistas, cinco hombres y cuatro mujeres, que compitieron en cinco deportes.
La portadora de la bandera en la ceremonia de apertura fue la tiradora Gaby Ahrens. El equipo olímpico namibio no obtuvo ninguna medalla en estos Juegos.